# ベレストヴェ

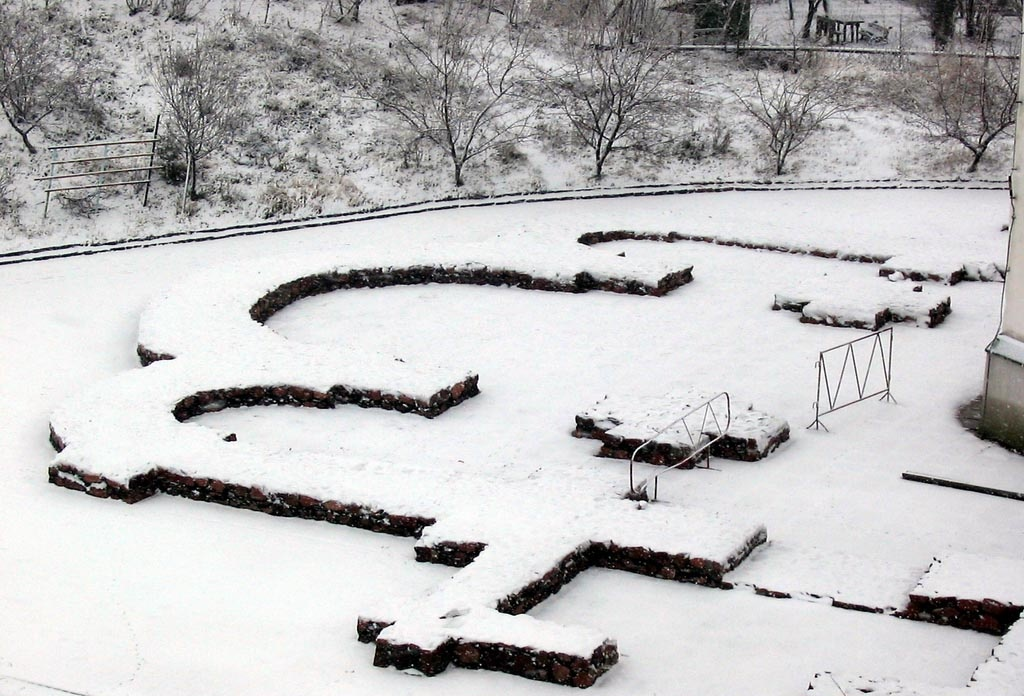
ベレストヴェの教会の遺構

ベレストヴェ（ベレストヴォ）（ウクライナ語: Берестове（ロシア語: Берестово））は現ウクライナ・キーウ内の歴史的地域である。ベレストヴェは、同じくキーウの歴史的地域であるルィプクィ(ru)、クローウ、ズヴィルィネツィ(ru)、ドニプロ坂(ru)などの間に位置している。

## 歴史
(留意事項)：以下、キエフ・ルーシ期に関しては、他の地名・人名と同じくロシア語準拠表記（歴史学的日本語文献内の表記）の「ベレストヴォ」を用いている。
キエフ・ルーシ期にはキエフ大公の離宮が存在しており、『原初年代記』などの年代記の10 - 12世紀の記述に言及がみられる（初出は980年）。たとえばウラジーミル1世の離宮はベレストヴォにあり、ウラジーミル1世はベレストヴォで死去した。離宮は石造りの二階建てで、大公に仕えるチェリャヂによって警護されていた。ウラジーミル1世以降は、ヤロスラフ1世、スヴャトスラフ2世、フセヴォロド1世、ウラジーミル2世（ウラジーミル・モノマフ）らがベレストヴォで過ごした。また、ウラジーミル2世がベレストヴォに家臣らを集め、『ルースカヤ・プラウダ』に新たな条項（「ウラジーミル・モノマフの法規」）を加える会議を行うなど、政治・外交的行為の承認がベレストヴォから下されている。
1096年、ベレストヴォの離宮はポロヴェツ族のボニャークの攻撃によって消失した。1113年の、ウラジーミル・モノマフの治世期に離宮は再建され、新たに救世主変容教会が建てられたが、モンゴルのルーシ侵攻に際し、1240年のキーウ陥落の際に離宮、教会は破壊された。教会は再建され、拝廊など一部に12世紀のものが保たれているが、離宮は現存しない。